# کالوین مارلین
کالوین مارلین (انگلیسی: Calvin Marlin؛ زادهٔ ۲۰ آوریل ۱۹۷۶) یک بازیکن فوتبال اهل آفریقای جنوبی است.
وی همچنین در تیم ملی فوتبال آفریقای جنوبی بازی کرده‌است.